# تمام نورهایی که نمی‌توانیم ببینیم
تمام نورهایی که نمی‌توانیم ببینیم (انگلیسی: All the Light We Cannot See) رُمانی نوشته نویسنده آمریکایی، آنتونی دوئر که در ماه مه سال ۲۰۱۴ توسط انتشارات پسران چارلز اسکریبنر منتشر شد. این کتاب در سال ۲۰۱۵ موفق به دریافت جایزه پولیتزر و Andrew Carnegie Medal گردید.

## خلاصه داستان
کتاب به‌طور همزمان ماجرای دختری که در فرانسه و پسری که در آلمان زندگی می‌کند، نقل می‌کند. داستان روایت گر زندگی این دو در مقاطع مختلف، از زمان کودکی تا رخدادهای حین جنگ جهانی دوم است.

## ترجمه به فارسی
- عنوان: تمام نورهایی که نمی‌توانیم ببینیم/ آنتونی دوئر؛ ترجمه مریم طباطباییها. (تهران: کتاب کوله پشتی، ۱۳۹۴) شابک: ۹۷۸۶۰۰۷۶۴۲۵۳۵[۴]